# Дунама VIII
Дунама VIII Гана (*д/н —1753/1755) — 34-й маї (володар) і султан Борну в 1751—1753/1755 роках. Прізвисько «Гана» перекладається як Малий або Молодий.

## Життєпис
Походив з Другої династії Сейфуа. Син маї Мухаммада VII. Посів трон після смерті останнього 1751 року. Через молодий вік та недосвідченість не зміг впоратися з внутрішніми інтригами.
Помер, але напевніше був повалений у 1753 (за іншими відомостями 1755) році власним стрийком (або братом) Алі III.